# Casa Panu
Casa Panu este un monument istoric aflat pe teritoriul municipiului Botoșani.